# Rührglas

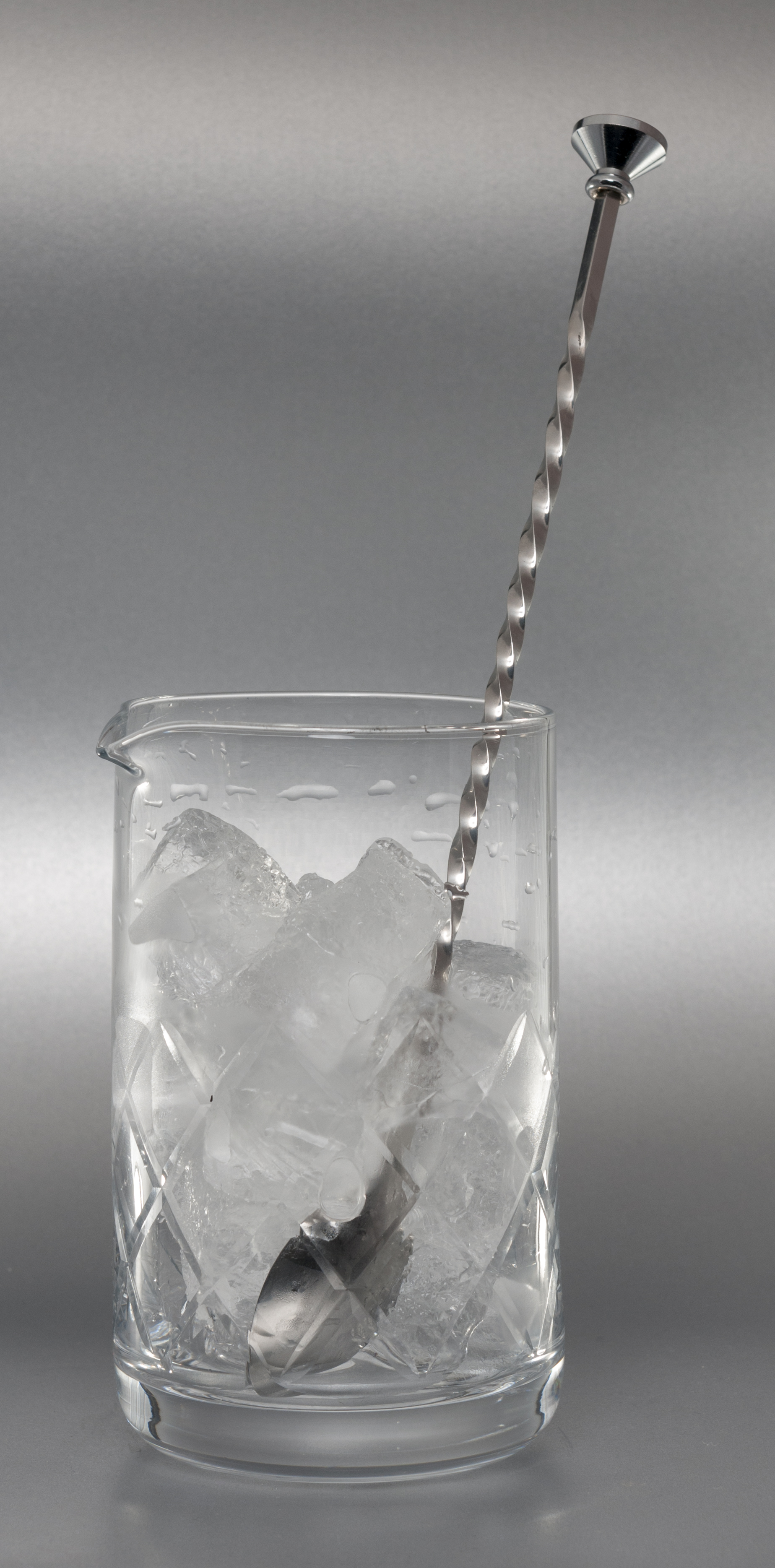
Mit Eiswürfeln gefülltes Rührglas mit Yarai-Schliff, Barlöffel

Ein Rührglas (englisch und fachsprachlich auch Mixing Glass), seltener Mixglas, Mischglas, Barglas oder Mixbecher, ist ein becherförmiges, meist mit einer Ausgießlippe bzw. einem Schnabel versehenes Glasgefäß, in dem die Zutaten für Cocktails miteinander durch Rühren mit einem Barlöffel vermischt und mit Eiswürfeln gekühlt werden. Rührgläser gehören zu den Barwerkzeugen und haben meist ein Volumen zwischen 600 und 750 ml. Üblich ist verstärktes Bodeneis, damit feste Zutaten wie Gewürze oder Zuckerwürfel im Rührglas auch gemuddelt (von englisch muddle ‚durcheinanderbringen‘), also mit Hilfe eines Stößels am Boden zerquetscht werden können. Rührgläser sind oft leicht konisch geformt wie das Mixglas eines Boston-Shakers, solche japanischen Stils haben meist gerade Wände (siehe Abbildung) und oft einen kreuzförmigen Schliff („Yarai-Schliff“), der die Griffigkeit verbessert. Es gibt auch bauchige, eher karaffenartige Rührgläser mit einem Standfuß.

## Geschichte
Rührgläser wurden schon im 19. Jahrhundert für die Zubereitung von Cocktails mit Eis verwendet, die Übergänge zu einfachen Bechergläsern (Tumblern), Messbechern und metallenen Mixbechern sind allerdings fließend. Im ersten Barbuch im engeren Sinn, dem 1862 in New York erschienenen Standardwerk How to Mix Drinks or The Bon Vivant’s Companion von Jerry Thomas, ist häufig noch von gewöhnlichen Bechergläsern (englisch Tumblern) die Rede, wenn Zutaten für Mixgetränke vermischt und mit Eis geschüttelt oder verrührt werden sollen. William T. Boothby erwähnt in der Rezeptsammlung American Bar-Tender von 1891 bereits spezielle Mixgläser (mixing-glasses) verschiedener Größen. Eine frühe Abbildung eines Mixglases für den Barbedarf findet sich im mutmaßlich ersten französischsprachigen Barbuch Bariana von Louis Fouquet, das wahrscheinlich 1896 erschien. Darin ist ein leicht konisch geformtes Mixglas (französisch Verre à mélange) ohne Ausgießlippe und mit einem Fassungsvermögen von 500 ml zu sehen. Die Abbildung ähnelt dem „Barglas“, das im 1909 in Deutschland erschienenen Barbuch Der Mixologist von Carl A. Seutter abgebildet ist und dort definiert wird als „einfaches, großes Glas ohne Fuß, welches hauptsächlich zum Mischen der Getränke verwendet wird“, in Abgrenzung zu ebenfalls abgebildeten Cocktail-Shakern (Parisienne- und Boston-Shaker), definiert als „Mischglas und Schüttelbecher: Gefäße zum Mischen aller kalten Getränke, zu denen Eier verwendet werden“.

## Verwendung
Rührgläser kommen dann zum Einsatz, wenn sich die Zutaten eines Cocktails leicht miteinander verbinden – beispielsweise bei Drinks, die nur aus Spirituosen bestehen – und lediglich stark gekühlt werden sollen. Cocktails, die Zitrussäfte, Eier, Sahne, Cream of Coconut oder dickflüssige Sirups oder Liköre enthalten, werden in der Regel nicht gerührt, sondern mit Eiswürfeln in einem Cocktail-Shaker geschüttelt. Sie weisen dementsprechend am Ende oft eine leichte Schaumkrone auf, sind durch die beim Schütteln eingeschlossene Luft trüb und können kleine Eissplitter enthalten, was bei gerührten Drinks in der Regel nicht erwünscht ist.
Beim Einsatz wird das Rührglas zunächst großzügig mit Eiswürfeln gefüllt, die flüssigen Zutaten abgemessen und hinzugefügt und schließlich mit Hilfe eines Barlöffels so lange verrührt, bis das Rührglas von außen beschlägt – regelmäßig länger, als das Schütteln im Cocktail-Shaker dauert. Professionelle Barkeeper führen den Barlöffel dabei aus dem Handgelenk so, dass er schnell kreisend und sich spiralförmig auf und ab bewegend innen am Rand des Rührglases entlangfährt, wobei der Löffelrücken stets nach außen zeigt, der Löffel also um die eigene Achse gedreht wird und sich mit ihm die kompletten Eiswürfel als Block im Kreis bewegen. Anschließend wird der Cocktail in ein frisches, in der Regel vorgekühltes („gefrostetes“) Cocktailglas abgeseiht, wobei ein Barsieb (englisch Strainer) die Eiswürfel im Rührglas zurückhält. Rühr-Eis wird stets nur einmal verwendet.
Steht kein spezielles Rührglas zur Verfügung, kann zum Rühren auch das Glas eines Boston-Shakers verwendet werden.

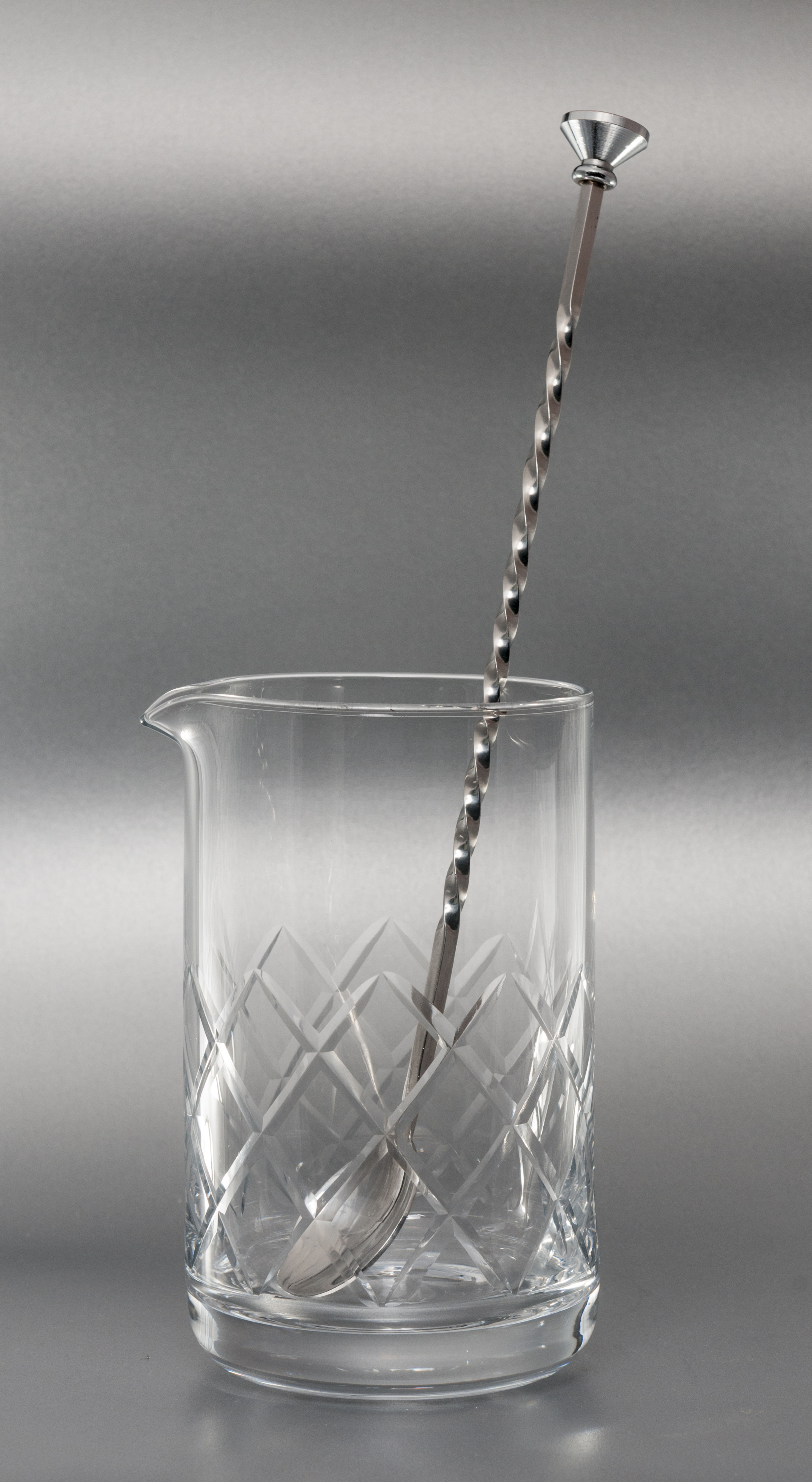
Rührglas im japanischen Stil mit Barlöffel
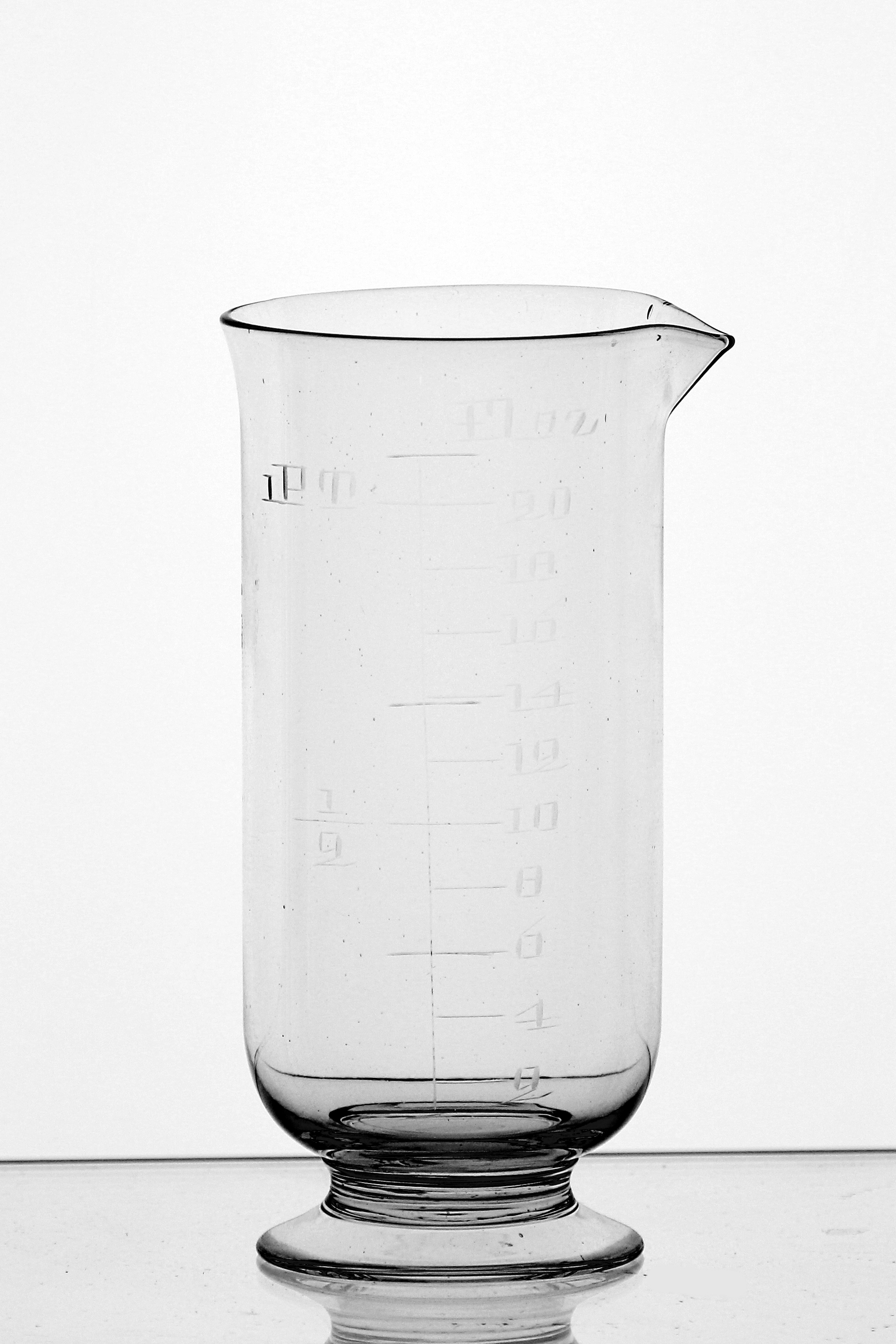
Rührglas mit Skala (ursprünglich ein Messbecher für Apotheker)
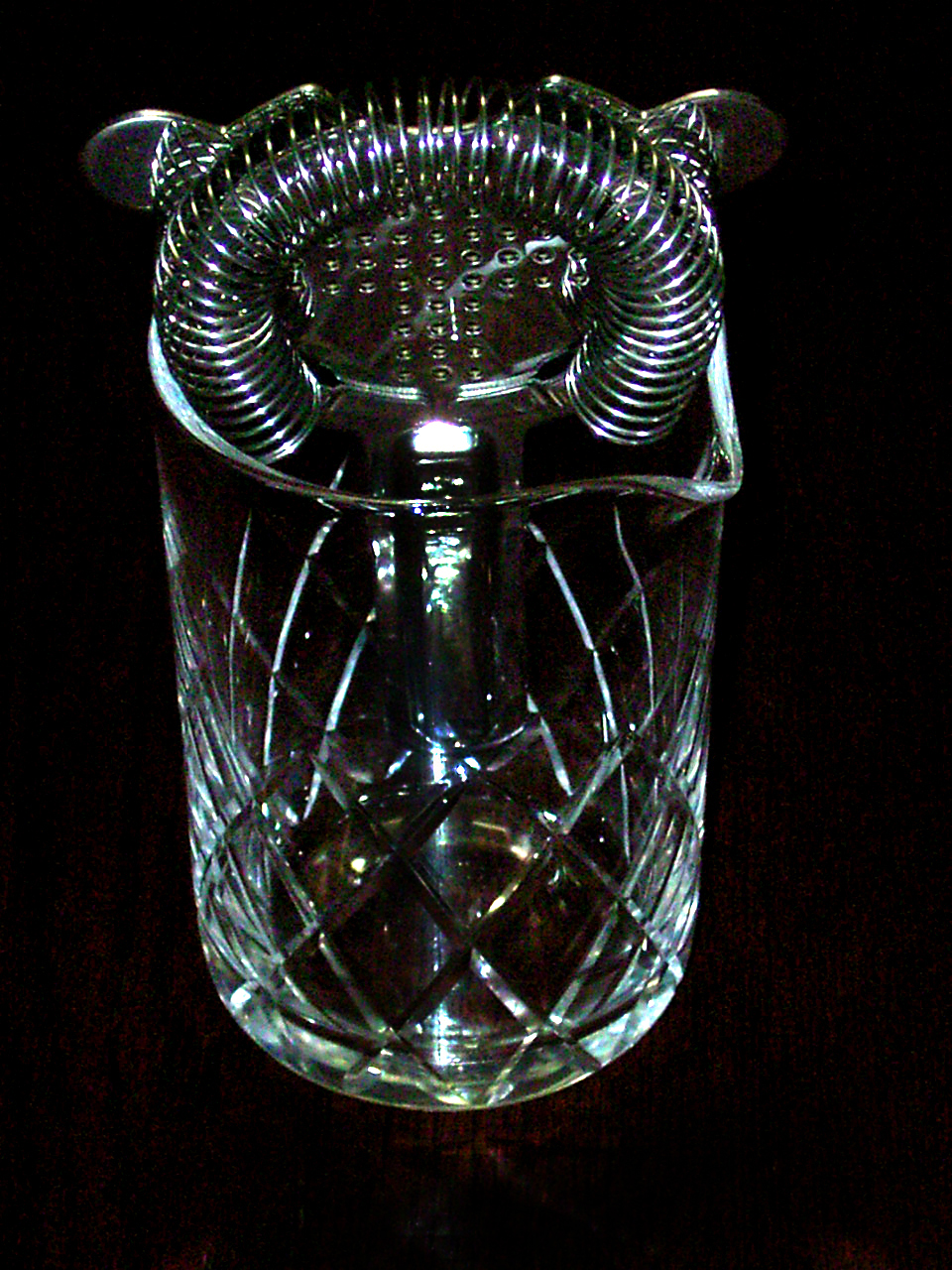
Rührglas (Yarai-Schliff) mit Barsieb
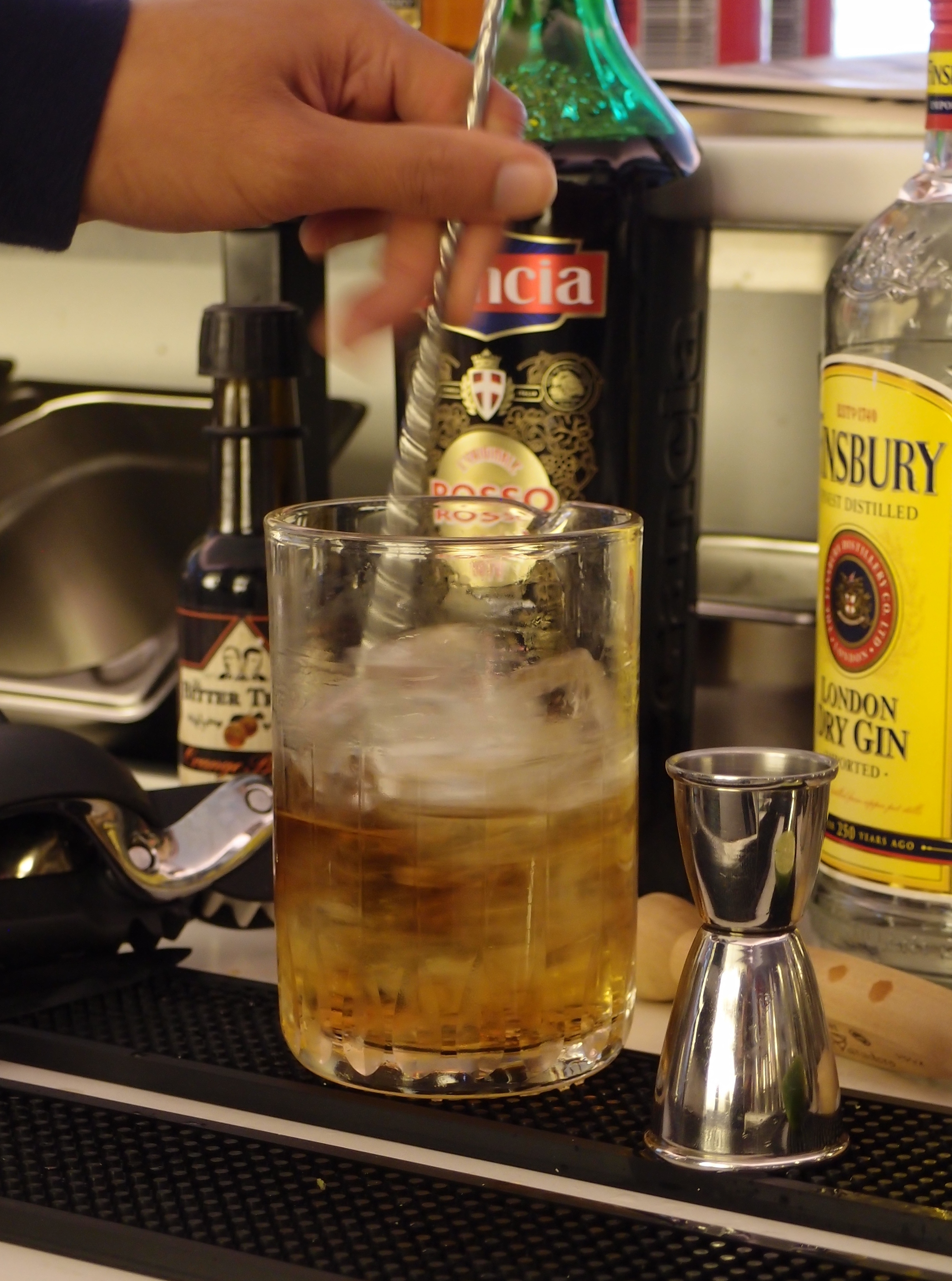
Rühren
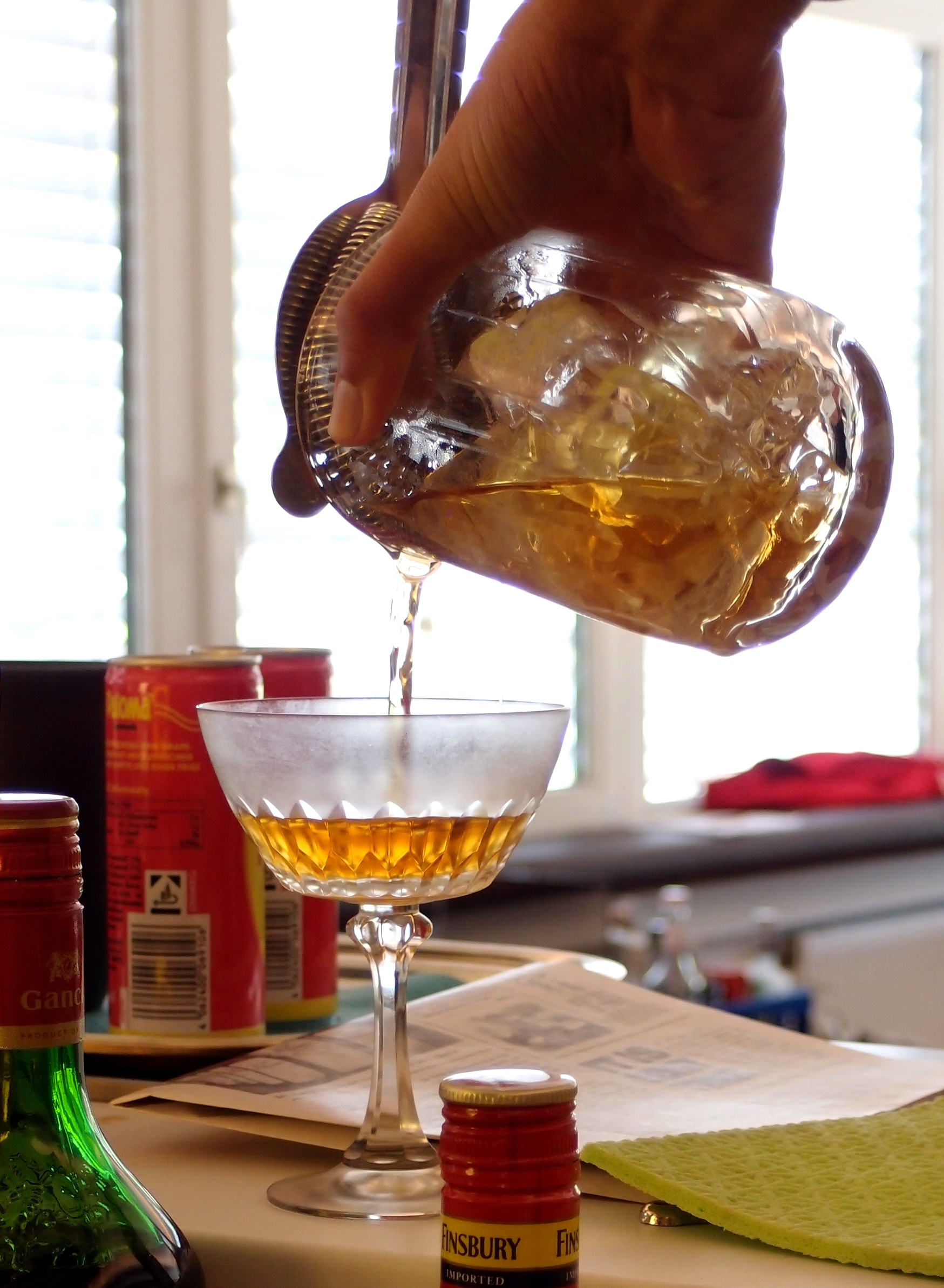
Abseihen